# 猪越英明
猪越 英明（いこし ひであき、1965年6月22日 - ）は医学博士、薬剤師、鍼灸師。中医学の専門家。元東京薬科大学准教授、元国際医療福祉大学薬学部非常勤講師。
東西薬局代表。

## 著書
- 「いつもなんか不調」がすっと消える手当て （サンマーク出版,2018年）ISBN 9784763136763

## 学会
- 日本中医学会評議員
- 世界中医薬学会・生殖医学専門委員会理事

## 論文
- 情動性調節機構における脳内5-HT7受容体の役割[1]

## 記事
- 月刊情報誌　健康と良い友だち　「家庭で役立つ中国医学」（健康と良い友だち社）
- 中医臨床　「ニッポンの漢方薬局を訪ねる」（東洋学術出版社）
- 月刊ことぶき(2018年11月号)「健康羅針盤 冬の体調維持は腎を守ることから」(ドラッグマガジン社)他
- Newsweek日本語版 for WOMAN　「冷え対策をしているのになぜ改善しないのか？　薬剤師に聞く(ライター 高垣 育)」他